# Geelgroene schotelkorst
Geelgroene schotelkorst (Lecanora polytropa) is een korstmossoort uit de familie Lecanoraceae.

## Determinatie
Uiterlijke kenmerken
Geelgroene schotelkorst is een korstvormig korstmos met een nauwelijks zichtbaar thallus, dat soms lijkt op kleine lichtgele areolen. Het oppervlak is dof of licht glanzend, lichtgeel, grijsgroen of groenachtig. Bevat protocoïdale algen.  De thallusrand is dun en glad, bij oudere vruchtlichamen is deze verlaagd en verdwijnt.
De kleine, platte apotheciën hebben meestal een diameter van 0,3–0,9 mm en kan verspreid of geclusterd zijn. Ze hebben een wasachtige textuur en zijn geel tot lichtoranje, zonder pruina. De randen van de apotheciën zijn glad, niet prominent en hebben de neiging om lichter van kleur te zijn dan de centrale schijf. 
Hij heeft de volgende kenmerkende kleurreacties: K–, C–, KC, P+ (geel).
Microscopische kenmerken
In één ascus zitten acht ellipsoïdale, dunwandige, kleurloze en eencellige sporen met afmetingen 10–14 × 5–7 µm. Pycnidiën zijn zeldzaam. Pycniosporen zijn naaldvormig of boogvormig met afmetingen (12–)22(–25) × 1 µm. Het hymenium is olijfkleurig of bruin, alleen kleurloos in het bovenste gedeelte. Het heeft een dikte van 60–70 µm.
Sommige vormen lijken op de Lecanora mughicola, maar deze heeft smallere sporen.

## Ecologie
Geelgroene schotelkorst groeit op kiezelhoudend gesteente, met name graniet. Hij geeft de voorkeur aan locaties met blootstelling aan de volle zon. Slechts uitzonderlijk komt hij voor op hout.

## Verspreiding
Hij is een wijdverspreide soort en komt voor op alle continenten, inclusief Antarctica, maar ook op veel eilanden. In Europa komt hij voor in het noorden tot de noordkust van Groenland en de Svalbard-archipel in de Noordelijke IJszee.
In Nederland is geelgroene schotelkorst vrij algemeen. Hij is niet bedreigd en staat niet op de rode lijst.

## Taxonomie
Hij werd oorspronkelijk beschreven door de Duitse botanicus Jakob Friedrich Ehrhart in 1796 als een soort van Verrucaria. Gottlob Ludwig Rabenhorst droeg hem in 1845 over aan het geslacht Lecanora.